# RTL Lounge
RTL Lounge est une chaîne de télévision généraliste commerciale privée sous licence luxembourgeoise émettant en direction des téléspectateurs néerlandais.

## Histoire de la chaîne
Le 2 octobre 2009, RTL Nederland lance sa cinquième chaîne de télévision, RTL Lounge, destinée à un public jeune et féminin. 
Ce lancement s'accompagne d'une version radio, RTL Radio Lounge, accessible sur Internet. RTL Radio Lounge terminait ses transmissions le 10 mars 2017.

## Organisation

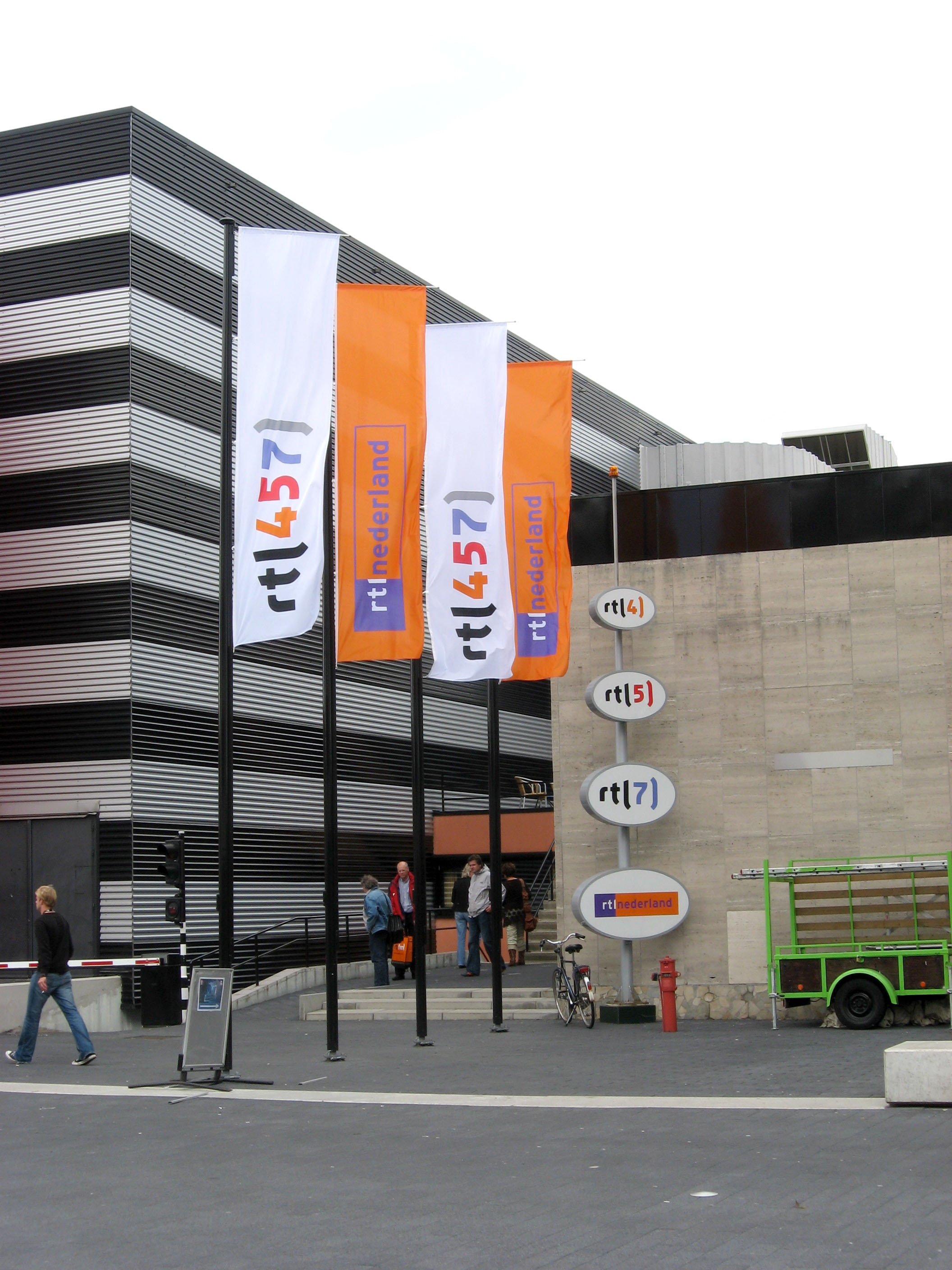
Siège de RTL Nederland au Media Park d'Hilversum

### Dirigeants
Président :
- Bert Habets : 01/02/2008 - 01/07/2017
- Sven Sauve : 01/07/2017 -

Directeurs des programmes :
- Ellen Meijerse
- Matthias Scholten

### Capital
RTL Lounge est éditée par RTL Nederland Holding BV, détenue à 100 % par CLT-UFA S.A., filiale à 99,7 % de RTL Group S.A.

### Siège
Le siège social et la régie finale de RTL Lounge, tout comme ceux des autres chaînes de RTL Nederland, sont situés dans l'immeuble KB2 de la CLT-UFA dans le quartier du Kirchberg au 45, boulevard Pierre Frieden à Luxembourg. Cette implantation permet à la chaîne d'émettre sous licence de diffusion luxembourgeoise et d'éviter ainsi un contrôle trop sévère par les autorités médias néerlandaises. 
Le centre de production de programmes, RTL Nederland, est installé au Media Park au Sumatralaan 47 à Hilversum aux Pays-Bas.

## Programmes
Le programme de RTL Lounge vise exclusivement le jeune public féminin en s'intéressant à la cuisine, la beauté, la mode, les voyages, la vie quotidienne et l'amour. La chaîne diffuse des programmes néerlandais produits par RTL Nederland, mais aussi des productions internationales en provenance d'autres chaînes de RTL Group comme le soap opéra allemand Au rythme de la vie (Gute Zeiten, schlechte Zeiten) diffusé sur RTL Television. Elle diffuse 24 heures à l'avance des programmes de RTL 8 et RTL 4 et pratique aussi la rediffusion le lendemain d'épisodes de séries diffusées la veille sur RTL 4.
Les programmes de RTL Lounge ne sont pas interrompus par des spots publicitaires et démarrent à chaque heure ou demi-heure. 

## Diffusion
RTL Lounge est accessible sur le câble néerlandais, la télévision par ADSL et sur satellite (Astra 1, 19.2 Est sur Canal Digitaal).
Bien que sa licence de diffusion soit luxembourgeoise, la chaîne n'est pas diffusée au Luxembourg.